# Leopardstown

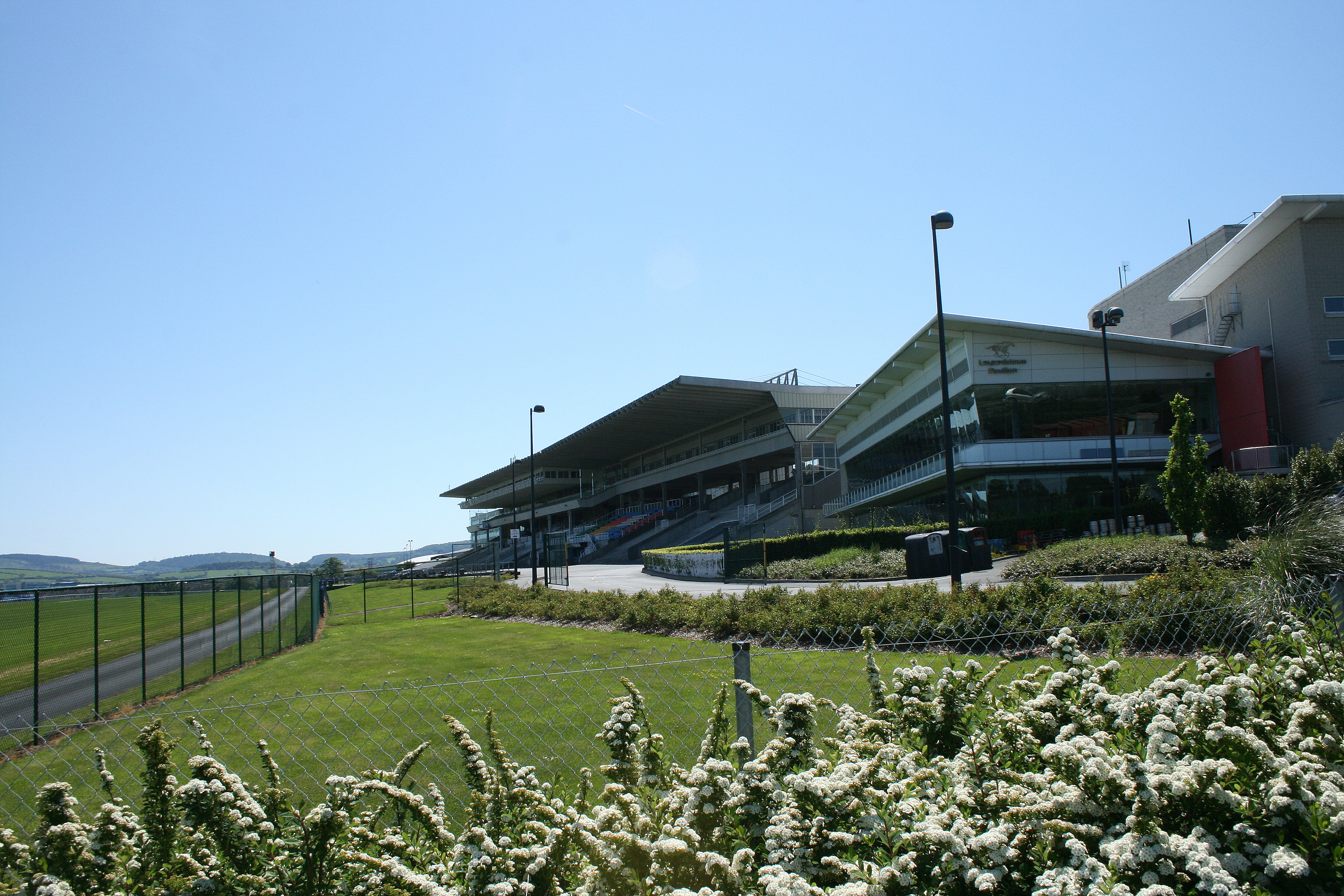
Tribune van de Leopardstown Racecourse

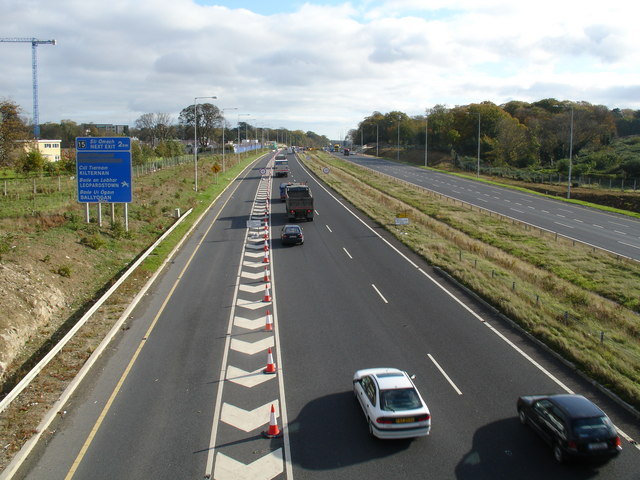
De M50 bij Leopardstown

Leopardstown is een plaats in de Ierse county Dun Laoghaire-Rathdown. Het is een residentiële voorstad van Dublin op ongeveer 8 kilometer ten zuiden van het centrum van die stad. Het ligt aan de ringweg M50.
In Leopardstown ligt de paardenrenbaan Leopardstown Racecourse, na the Curragh de belangrijkste renbaan in Ierland. Ze werd in 1888 aangelegd. Er ligt een golfbaan in het midden van de renbaan.